# IBM 610

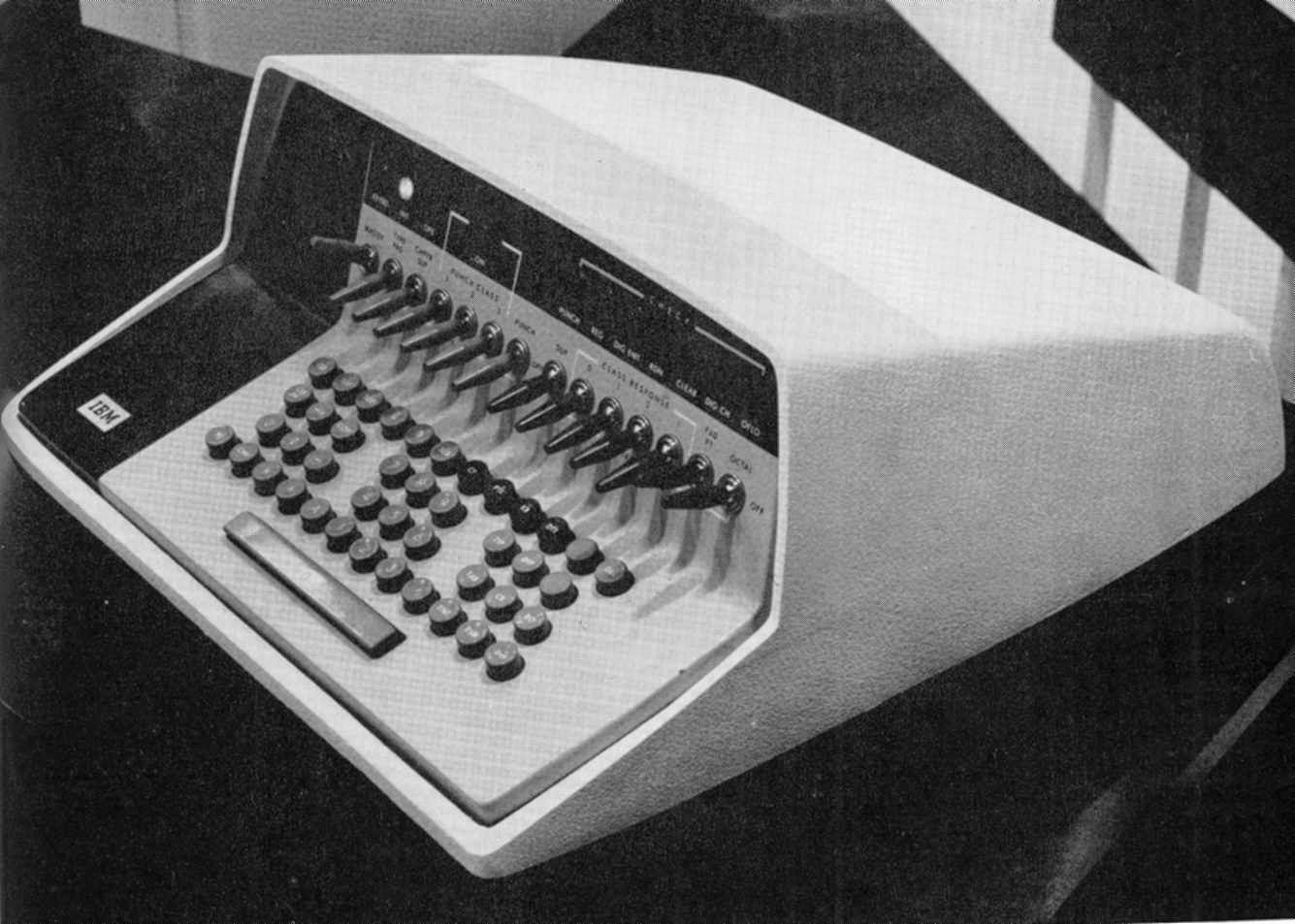
Unità di controllo dell'IBM 610 dotata di tastiera

L'IBM 610 "Auto-Point Computer" fu uno dei primi computer monoutente, utilizzabile anche da persone senza una pregressa esperienza in materia. Progettato da John Lenz e presentato al pubblico nel 1957, utilizzava una tastiera alfanumerica come periferica di input.
L'IBM 610 fu progettato per stare in un ufficio e non richiedeva alcuna ventilazione particolare; il funzionamento del sistema era garantito da valvole. Il prezzo al pubblico era di 55.000$, tuttavia poteva essere affittato per 1.550$ al mese, con uno sconto qualora venisse utilizzato a fine didattico.